# Sophie van Oers
Pour les articles homonymes, voir Van Oers.
 (octobre 2018).
Si vous disposez d'ouvrages ou d'articles de référence ou si vous connaissez des sites web de qualité traitant du thème abordé ici, merci de compléter l'article en donnant les références utiles à sa vérifiabilité et en les liant à la section « Notes et références ».
 (octobre 2018).

 Sophie van Oers, née le 9 août 1983 à Amsterdam, est une actrice néerlandaise.

## Filmographie
- 2006 : Bolletjes Blues : Rosalie[2]
- 2007-2010 : Voetbalvrouwen : Renske Doornbos[3]
- 2008 : Taxandria : Sanne
- 2009 : De Punt : Yvonne
- 2014 : Toscaanse Bruiloft (nl) :  Sanne[4]
- 2015 : Dagboek van een callgirl : Claire Dekker